# Radio Corporation of America
Pour les articles homonymes, voir RCA.
Radio Corporation of America ou RCA était une entreprise américaine dont le nom, qui appartient aujourd'hui à Talisman Brands, Inc. d/b/a Established, est utilisé par Sony Music Entertainment en tant que label discographique et par d'autres sociétés pour commercialiser des produits électroniques.

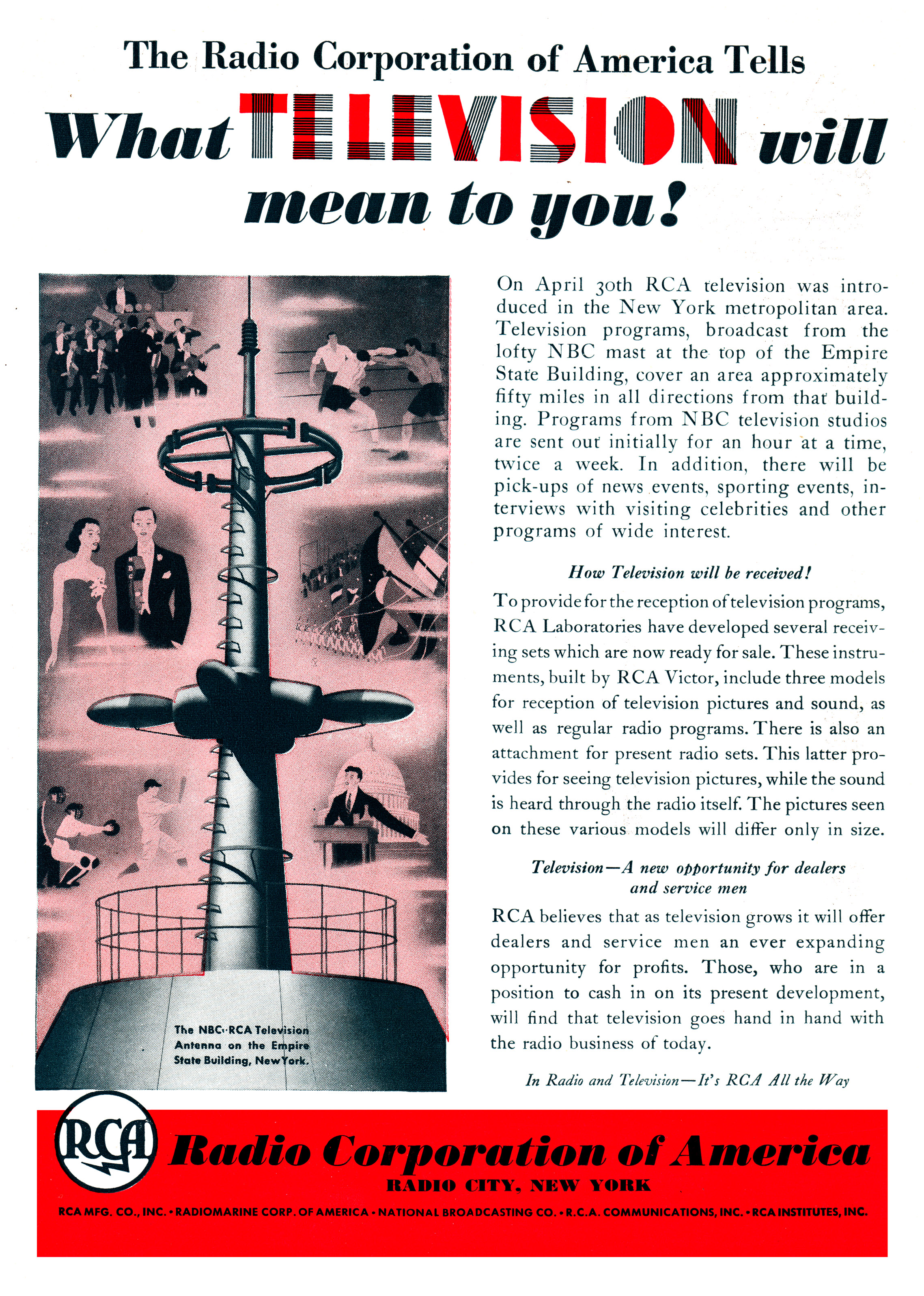
Affiche promotionnelle RCA-NBC vantant les débuts de la diffusion télévisée à New York (avril 1939).

RCA a donné son nom aux prises RCA (ou « prises cinch »), couramment utilisées dans le domaine audio/vidéo.

## De la radio à la télévision en couleur

### Création
La compagnie RCA est créée en 1919 aux États-Unis par General Electric qui cherche alors un moyen de contrôler le secteur émergent de la radio. La société reprend les activités de Marconi et commercialise les équipements fabriqués par General Electric et Westinghouse.
À partir de 1926, RCA s'engage sur le marché des stations de radio commerciales, rachetant les réseaux WEAF et WCAP au géant du téléphone américain AT&T, les stations WJZ de New York et WRC de Washington, pour former la National Broadcasting Company (NBC).

### Acquisition de 1929
En 1929, RCA s'empare de la société Victor Talking Machine Company, plus grand fabricant de gramophones et d'enregistrements pour gramophones, qui devient alors RCA Victor. RCA achète et développe aussi le procédé Photophone d'enregistrement du son pour le cinéma. En 1930, la société lance le premier électrophone avant de commercialiser les premiers disques 33 tours pour concurrencer les disques 78 tours. Mais c'est un échec, et RCA abandonne le marché au bout d'un an.
RCA s'oriente alors vers la télévision dont il produit ses premiers postes de réception après la Seconde Guerre mondiale. Ses recherches l'amènent à participer au développement du radar dans sa contribution à l'effort de guerre. Sous le coup de la loi antitrust américaine, RCA doit céder en 1943 une partie de son réseau de stations de radio NBC au président-directeur général de Life Savers, Edward J. Noble. Ce réseau devient American Broadcasting Company (ABC) en 1946. 

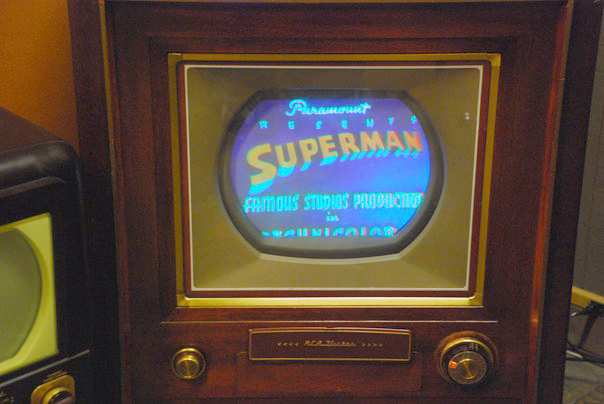
Une RCA CT-100, la première télévision couleur commercialisée, vendue à 4400 exemplaires à partir d'avril 1954, montrant ici le générique d'un dessin animé Superman.

Après avoir lancé le premier disque 45 tours en 1949[réf. nécessaire], RCA développe un procédé de télévision en couleurs qui est adopté comme standard par le National Television System Committee, lequel lui donne en 1953 son nom, plus connu sous l'acronyme de NTSC. La société produit à l'époque tous les équipements de la chaîne, des caméras de prise de vue aux téléviseurs. RCA cède alors ses activités de gros matériel à Whirlpool Corporation, qui obtient le droit de les commercialiser sous le nom de RCA Whirlpool.

### Ordinateurs
RCA s'oriente à la fin des années 1950 dans la fabrication d'ordinateurs, concurrençant des marques comme IBM, Burroughs Corporation, Honeywell, NCR Corporation et Univac, avant d'abandonner cette activité en 1971.
RCA est en effet pénalisé par la décision de IBM d'infléchir sa politique de compatibilité de l'IBM 360 tout en cassant les prix. Le groupe américain abandonne ses activités informatiques en août 1971, et dès la fin du mois son associé allemand se retourne vers la CII : Heinz Gumin, patron de l'informatique chez Siemens appelle Michel Barré (CII) pour former l'alliance Unidata, dans le cadre du Plan Calcul français français.

## Le déclin
En 1970, l'homme qui fait le succès de RCA, David Sarnoff, prend sa retraite, laissant les rênes de l'entreprise à son fils Robert, avant de mourir un an plus tard. Robert Sarnoff mène alors une politique de diversification qui dépasse largement les secteurs de l'électronique et des communications. RCA rachète le loueur de voitures Hertz, la maison d'édition Random House, une entreprise d'aliments surgelés, un fabricant de tapis et un éditeur de cartes de vœux. RCA doit alors faire face à de sérieux problèmes financiers. En 1975, Robert Sarnoff est démis de ses fonctions et un scandale révèle que la société falsifie sa déclaration de revenus depuis six ans.
Même si les activités de recherche et d'équipements de communication pour les satellites enregistrent de bons résultats, les réseaux de radio et de télévision du groupe déclinent. Son procédé d'enregistrement vidéo sur disque SelectaVision (Capacitance Electronic Disc (en)) est abandonné en 1984, victime de la concurrence de la cassette vidéo, après 17 ans de développement et 600 millions de dollars américains d'investissement.
En 1986, General Electric revend ses 50 % de participation dans RCA Records à son partenaire Bertelsmann, qui renomme la société BMG Music, puis cède les droits sur la marque RCA à Thomson. Les laboratoires RCA sont alors confiés à SRI International avant d'être renommés Sarnoff Corporation et de changer d'activité après le retrait de General Electric.

## La marque RCA
Dans les années 1990 et 2000, le nom RCA est utilisé par deux sociétés pour la commercialisation de produits hérités de RCA : 
- Sony BMG Music Entertainment obtient de Thomson la licence de la marque RCA et contrôle les activités de RCA Victor et du label RCA Records (récupéré lors de la fusion qui donne naissance à BMG Entertainment) ;
- Thomson possède les droits d'utilisation de la marque RCA qu'il propose sous forme de licence à d'autres sociétés. Elle sert à commercialiser des téléphones, des matériels audio et vidéo, des accessoires audiovisuels, des téléviseurs (fabriqués par la société chinoise TCL Corporation), des autoradios et des fours à micro-ondes ;
- naîtra également un réseau de distribution vidéo, Gaumont Columbia RCA Vidéo, fruit de l'association entre Gaumont, Columbia, et RCA, de 1985 à 1992 (renommé ensuite Gaumont Columbia TriStar Pictures).

En 2006, Thomson cède son activité d'accessoires électroniques et le droit d'utilisation de la marque RCA pour les produits correspondants à Audiovox. En 2007, Thomson accorde les droits d'utilisation de la marque RCA à d'autres fabricants de matériels audio et vidéo.

## Film documentaire
En 1947, l'United States Information Service tourne un film retraçant l'histoire et les progrès technologiques de la RCA, intitulé Vers un monde nouveau.